# Dbx (reducció de soroll)

El logotip representa tant l'empresa com el seu sistema de reducció de soroll

dbx és una família de sistemes de reducció de soroll desenvolupats per l'empresa del mateix nom. Les implementacions més comunes són dbx tipus I i dbx tipus II per a enregistraments analògics en cinta i, menys comunament, discos de vinil. Una implementació separada, coneguda com a dbx-TV, forma part del sistema MTS que s'utilitza per proporcionar so estèreo als sistemes de televisió nord-americans i a alguns altres. L'empresa, dbx, Inc., també va participar en sistemes de reducció dinàmica de soroll (DNR).

## Història

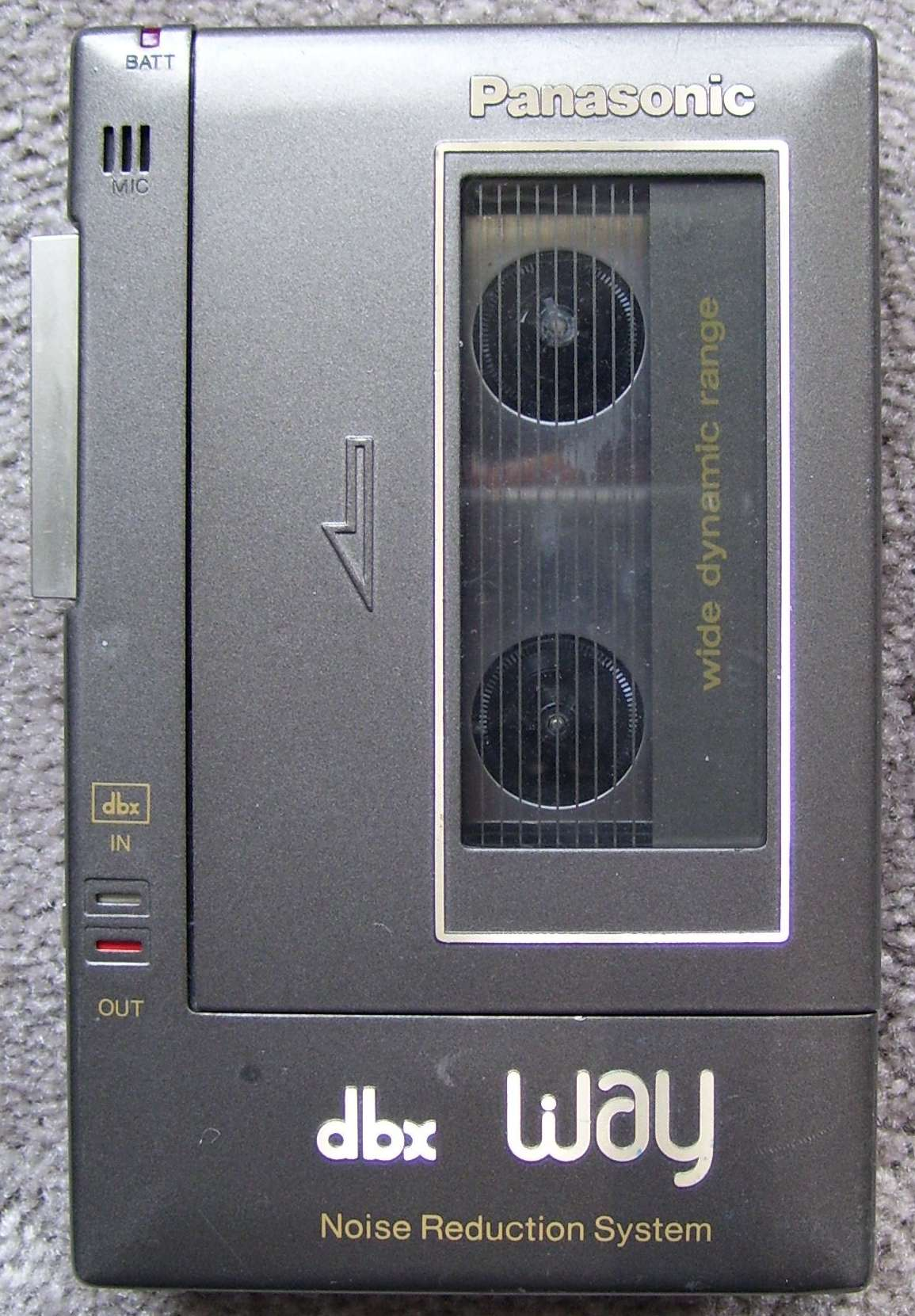
El reproductor de casset portàtil Panasonic RQ-J20X de 1982 va ser el primer dispositiu a implementar el circuit integrat dbx.

Els sistemes dbx originals Tipus I i Tipus II es basaven en l'anomenada "compressió lineal de decibels", que comprimia el senyal durant la gravació i l'expandia durant la reproducció. Va ser inventat per David E. Blackmer de dbx, Inc. el 1971.
El 1982 es va crear un descodificador dbx tipus II en miniatura en un circuit integrat per al seu ús en àudio portàtil i per a cotxes, tot i que només uns quants dispositius el van aprofitar, com ara certs reproductors de casset portàtils Panasonic i equips d'àudio per a cotxes Sanyo. dbx va comercialitzar el PPA-1 Silencer, un descodificador que es podia utilitzar amb reproductors que no eren dbx, com ara el Sony Walkman. Una versió d'aquest xip també contenia un descodificador de reducció de soroll compatible amb Dolby B, descrit com a reducció de soroll dbx tipus B ; això va ser possible després que la patent de Dolby (però no la marca registrada) hagués expirat.
S'han desenvolupat implementacions de programari.

## Com funciona dbx

### Xiuxiueig de cinta
La cinta magnètica està formada per partícules microscòpiques que es poden carregar magnèticament per enregistrar senyals. La mida de les partícules i la velocitat de transport de la cinta defineixen la freqüència màxima que el suport pot enregistrar. Per a enregistraments d'alta fidelitat, l'enregistrament en cinta d'àudio de bobina a bobina normalment funciona a velocitats de cinta de 15 o 7,5 polzades per segon (38 o 19 cm/s), però això requereix molta cinta per a una quantitat determinada d'enregistrament. Es poden fer enregistraments de baixa fidelitat a 3,75 o fins i tot 1,875 ips, cosa que permet més temps d'enregistrament en una cinta determinada, però a costa d'afegir més soroll d'alta freqüència.
La cinta de casset va ser dissenyada per comoditat, no per qualitat d'àudio, i funcionava a 1.875 ips (4.75 cm/s) per maximitzar el temps d'enregistrament en les cintes relativament petites (en comparació amb les de bobina oberta). Això va provocar un xiulet significatiu de la cinta. Combinat amb la seva amplada limitada, que limita el rang dinàmic dels senyals, el xiuxiueig tendia a sobrepassar qualsevol freqüència alta del senyal, especialment les de baix volum.
Durant la dècada del 1970, es van introduir diversos tipus nous de pel·lícules d'enregistrament magnètic, en particular les de "crom" i "metall", que utilitzaven partícules més petites i, per tant, emetien el xiulet de la cinta a freqüències molt més altes. Durant el mateix període, sistemes de reducció de soroll com dbx i Dolby van intentar fer el mateix utilitzant suports convencionals i abordant activament el soroll de la cinta mitjançant electrònica.

### Companding

La compressió dbx comprimeix la font original (esquerra) en una versió amb menys rang dinàmic (mig) i després la torna a expandir (dreta). El xiuxiueig de la cinta (rosa) també s'expandeix amb aquest procés, però queda superat pel senyal original ara expandit.

dbx Tipus I i Tipus II són tipus de "reducció de soroll per expansió". Aquests sistemes funcionen comprimint primer el rang dinàmic del senyal en un rang que es pugui enregistrar amb seguretat a la cinta. Aquest tipus de compressió, compressió de rang dinàmic, silencia els sons forts i amplifica els suaus, fent que el volum de la gravació sigui molt més uniforme. Durant la reproducció, el rang dinàmic s'amplia en la mateixa quantitat, fent que els sons de baix volum tornin a ser de baix volum i viceversa. La combinació de compressió i reexpansió dóna lloc al nom de compàs-i -expansió. La compressió i compactació és útil fins i tot fora del camp de la reducció de soroll; un casset pot tenir 40 decibels de rang dinàmic abans que el suport se saturi, mentre que el senyal original pot utilitzar-ne 70 per, per exemple, una gravació en directe d'un concert. En aquest cas, la compressió a 2 a 1 donarà lloc a un senyal amb 35 decibels de rang, que es pot enregistrar sense retallar.
La raó per la qual aquesta tècnica funciona per a la reducció de soroll és que el xiulet de la cinta es manifesta com un senyal constant de baix volum. Quan el senyal s'enregistra en la seva forma original, sense compressió, la quantitat de xiulet pot ser del mateix volum que els sons més suaus, emmascarant-los completament. Tanmateix, quan el senyal es comprimeix abans de gravar, aquests sons suaus es graven a un volum més alt, de manera que ara fins i tot els sons suaus són més forts que el soroll. Això millora la relació senyal-soroll.
Quan el senyal es torna a expandir, el xiulet de la cinta s'expandeix juntament amb ell, fent-lo també més fort. Tanmateix, la relació senyal-soroll es manté (gairebé) constant durant aquest procés, de manera que la sortida resultant conserva aquesta relació senyal-soroll més alta. En definitiva, això significa que, si bé el xiulet de la cinta es fa més fort durant les parts "suaus" de la gravació, la gravació en si (amb sort) sempre té un volum més gran i fa que el xiulet sigui molt menys perceptible.

### Preèmfasi
Tingueu en compte que el xiulet de la cinta està limitat a freqüències més altes. Això vol dir que un senyal que és principalment de baixa freqüència no requereix necessàriament reducció de soroll. En comptes d'això, es poden simplement reduir totes les freqüències més altes en un filtre de pas baix, i el xiuxiueig desapareixerà en gran manera.
Considereu un senyal que conté una secció d'alt volum i després de baix volum. Durant l'enregistrament, aquests senyals es comprimeixen per estar molt més junts en nivell, de manera que la secció d'alt volum no satura la cinta i la secció de baix volum és més forta que el xiulet de la cinta. Durant la reproducció, la secció més forta té poc o cap silenci aplicat, de manera que el xiulet de la cinta també es deixa al seu volum natural. Quan sona la secció més fluixa, després d'haver estat amplificada durant l'enregistrament, l'expansor la silencia al seu nivell original. Això també silencia el xiulet de la cinta.
Això fa que el volum del xiulet de la cinta canviï durant la reproducció. Això no es nota realment quan el senyal original conté freqüències altes que es reprodueixen per sobre del xiuxiueig, però per a freqüències més baixes, això es pot sentir fàcilment. La pujada i baixada del xiuxiueig de la cinta es coneixia com a "respiració" perquè sonava com alguna cosa respirant dins d'un micròfon.
Per solucionar això, dbx utilitza una forta "preèmfasi" d'alta freqüència del senyal original. Això amplifica els sons d'alta freqüència abans que s'enviïn al compressor. Això fa que el compressor "redueixi" el guany en determinades circumstàncies i redueixi l'audibilitat de la modulació del soroll; fins i tot amb aquesta preèmfasi, la modulació del soroll pot arribar a ser audible quan s'utilitzen suports molt sorollosos per començar, com ara el format de casset.

### dbx I i II
El sistema dbx tipus I està pensat per a ser utilitzat amb suports d'enregistrament professionals que tinguin una relació senyal-soroll (S/N), abans de la reducció de soroll, d'almenys 60 dB i un -3 Resposta de freqüència dB d'almenys 30Hz a 15kHz. El sistema es basa en el fet que el medi sigui bastant lineal en volum i resposta de freqüència.

### dbx vs. Dolby
Tant dbx com el sistema de reducció de soroll Dolby utilitzen la compressió i expansió per controlar el soroll. Difereixen en la manera com aborden la resposta de freqüència del procés de compressió i expansió. dbx utilitza un sistema de preèmfasi de freqüència única, mentre que Dolby utilitza quatre amplificadors de preèmfasi separats, cadascun per a una banda de freqüència diferent. Com que el xiuxiueig de la cinta és principalment un problema per als sons d'alta freqüència, Dolby utilitza una preèmfasi molt més forta a freqüències altes que a baixes. Això significa que un senyal de baix volum i baixa freqüència pot patir poca o cap compressió, mentre que el mateix volum a altes freqüències haurà estat fortament preamplificat a un nivell de volum més alt abans de la compressió.